# ألبرت فير
البرت فير (بالفرنسية: Albert Fert)‏ عالم فرنسي ولد عام 1938 في كاركاسون، هو المدير العلمي للوحدة المشتركة للفيزياء في المركز القومي للبحوث العلمية/تال في اورساي منذ 1995.
حائز على جائزة نوبل في الفيزياء عام 2007 عن مجهوداته في اكتشاف تأثير مقاومة مغناطيسية كبرى «جي ام ار» التي «شكلت ثورة في التقنيات التي تتيح قراءة المعلومات المخزنة على القرص الصلب». ويشهد هذا المجال من العلوم الدقيقة (نانو ساينس) ازدهارا كبيرا.
شاركه العالم الألماني بيتر غرونبيرغ الجائزة عن إنجازاته في نفس البحث.

## روابط خارجية
- ألبرت فير على موقع الموسوعة البريطانية (الإنجليزية)
- ألبرت فير على موقع مونزينجر (الألمانية)
- ألبرت فير على موقع إن إن دي بي (الإنجليزية)